# Transformation infinitésimale
 (juin 2015).
Si vous disposez d'ouvrages ou d'articles de référence ou si vous connaissez des sites web de qualité traitant du thème abordé ici, merci de compléter l'article en donnant les références utiles à sa vérifiabilité et en les liant à la section « Notes et références ».
En mathématique, une transformation infinitésimale est une petite transformation dans le sens où l'approximation au premier ordre est valable. Par exemple, pour un groupe à un paramètre agissant sur un espace de dimension finie, on aura
{\displaystyle T(\epsilon )\simeq I_{n}+\epsilon A}
où ε est un paramètre de la transformation, In  la matrice identité de dimension n et A une matrice appelée générateur de la transformation. En général, une transformation T(ε) n'est pas linéaire, mais si son approximation au premier ordre est valable, alors elle s'écrit comme une somme de matrices.
Sachant qu'une transformation est une action α d'un groupe G sur un ensemble X : si l'ensemble X a une structure de variété différentiable et que l'action est elle-même différentiable alors on peut écrire son développement de Taylor pour ε ∈G proche de l'identité :
{\displaystyle \alpha ({\boldsymbol {\epsilon }})\simeq id+\epsilon ^{i}\mathbf {t} _{i}}